# Adrada de Haza
Adrada de Haza è un comune spagnolo di 203 abitanti situato nella comunità autonoma di Castiglia e León.